# 1936 en musique
| \| • Retour à la chronologie générale de la musique populaire • \| |
| XXIe siècle • XXe siècle • XIXe siècle • XVIIIe siècle XVIIe siècle • XVIe siècle • XVe siècle • XIVe siècle XIIIe siècle • XIIe siècle • XIe siècle • Xe siècle IXe siècle • VIIIe siècle • Haut Moyen Âge • Rome • Grèce |
| • Retour à la chronologie générale de la musique populaire • |

| • Retour à la chronologie générale de la musique populaire • |

| Années de la musique populaire : 1933 - 1934 - 1935 - 1936 - 1937 - 1938 - 1939    |
| Décennies de la musique populaire : 1900 - 1910 - 1920 - 1930 - 1940 - 1950 - 1960 |

Cet article présente les faits marquants de l'année 1936 en musique.

## Évènements
- 4 septembre : Débuts d’Édith Piaf à l’Alhambra
- 23, 26 et 27 novembre : première session d'enregistrement de Robert Johnson à San Antonio, Texas, pour Vocalion. Il grave notamment I Believe I'll Dust My Broom, Sweet Home Chicago, Cross Road Blues et Walkin' Blues[1]. Mais seul Terraplane Blues rencontre le succès[2].
- Fréhel chante Tel qu'il est.
- Charles Trenet écrit Y'a d'la joie.

## Enregistrements
- 13 janvier : Albert Ammons enregistre Boogie Woogie Stomp[3].
- 28 février : Louis Prima enregistre Sing, Sing, Sing.
- 12 mai : Georgia White enregistre Troubled in Mind[4].
- 10 août : Enregistrement de Marinella de Tino Rossi.
- Ça vaut mieux que d'attraper la scarlatine de Ray Ventura et son orchestre.
- Celui qui s'en va de Damia
- Goody Goody par Helen Ward, accompagnée par Benny Goodman et son orchestre.
- I'm an Old Cowhand from the Rio Grande de Bing Crosby
- I've Got You Under My Skin de Cole Porter, interprétée par Virginia Bruce.
- If I Should Lose You de Ralph Rainger et Leo Robin
- Ma pomme de Maurice Chevalier
- Les Mômes de la cloche d'Édith Piaf
- Mon légionnaire d'Édith Piaf
- Pennies from Heaven de Bing Crosby
- Quand on se promène au bord de l'eau de Jean Gabin
- Smile, musique de Charlie Chaplin
- Vous qui passez sans me voir de Jean Sablon
- The Way You Look Tonight de Fred Astaire

## Naissances
- Salah Ragab,  percussionniste égyptien († 2008).
- 16 mars : Fred Neil, chanteur de folk américain († 7 juillet 2001).
- 23 avril : Roy Orbison, chanteur de rock 'n' roll américain († 6 décembre 1988).
- 14 mai : Bobby Darin, chanteur de variété américain († 20 décembre 1973).
- 20 juin : Billy Guy, chanteur américain, membre du groupe vocal The Coasters.
- 30 juillet : Buddy Guy, guitariste et chanteur de blues américain.
- 4 septembre : Juan Carlos Cáceres, artiste multidisciplinaire argentin, surtout connu en tant que musicien († 5 avril 2015).
- 7 septembre : Buddy Holly, chanteur de rock 'n' roll américain († 3 février 1959).
- 24 octobre : Bill Wyman, bassiste britannique du groupe de rock The Rolling Stones.
- 3 octobre : Steve Reich, musicien et compositeur américain.
- 9 octobre : Nicole Croisille, actrice et chanteuse française († 4 juin 2025).
- 15 décembre : Eddie Palmieri, compositeur, interprète américain d'origine portoricaine († 6 août 2025).
- 17 décembre : Tommy Steele, chanteur de rock 'n' roll britannique.

## Principaux décès
- Occide Jeanty (° 1860), compositeur, trompettiste, pianiste et chef d'orchestre haïtien.